# 淘宮術
淘宮術（とうきゅうじゅつ）は、天保5年（1834年）に横山丸三(まるみつ）が創始した開運のための修養法で、「淘」はよなげる、洗い清めるの意、「宮」は心の宿るところ、すなわち人体を表す。人は生まれつきの癖を洗練することにより、淘げのできた心、すなわち本心が顕われ、生まれつきの運命を改善できるとし、気質の偏りを矯正して幸福な人生を過ごすよう修養する。

## 歴史

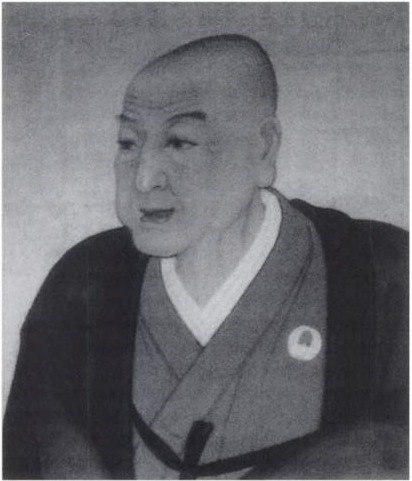
横山丸三

江戸幕府の御家人であった横山丸三は家族の不幸を機に同僚の天源学者である奥野清次郎（号：南卜（なんぼく））から運命論である天源術を学び奥義を極めた。その間に「もしも人生が天源術のいうようなものならば、人は授けられた運命のままで、なんら変化せず向上発展は望みがたい。むしろ進んで精神を修養し、気質の偏りを正すことによって得られる本心の啓示に従うことによって、人それぞれの本来の性能を発揮して運命を改善するべきである」という考えに至り、自身の体験から修養の効果を確信して「天源淘宮学」の名で公表した。11年後の弘化2年にはこの修養方法が学問ではなく、実践のための術であることを示すため、名称を「開運淘宮術」に改めた。嘉永元年（1848年）には入門者が1000人を超す勢いであったが、当時は開国をめぐり世情不安定な時期であったため、幕府は神道・儒教・仏教以外は異教を説くものとし、淘宮術も布教を禁じられた。しかし6人の高弟のうち特に佐野量丸（かずまる）、青木十丸（そがん）、新家春三（はるみつ）、飯田勝美（かつみ）の４皆伝がこの術を伝承し、明治時代に入って上記の禁は解けたため、それぞれ会派を成して後継者を育成した。当初は政府の指導により教派神道神道大成教傘下の講社として活動していたが、昭和19年に全会派を統合した社団法人日本淘道会が当時の文部省の認可を受けて設立され、以後同会（現在は一般社団法人）により淘宮術の伝承・普及が続けられている。「淘道」という用語は淘宮術を学び、実践することをいうが、「淘宮術」と同じ意味にも用いられている。

## 内容
天源術では、人の住む天地には十二の気がいろいろな周期で循環しており（現代的に説明すれば、“地球上の生物の間で十二の気が地球の自転 公転などの周期で循環している”）、各人は受胎の頃に巡っていた気に感応しているとみなして、生れた日から、その人が受けた運気を推定し、それで運命が決まると考えていた。一方、淘宮術では同じ十二種の運気を利用するが、親から受けた気の配合のほか、各人が持っている心の動き方の特徴をそれらから理解し、人それぞれの気質（性格）を判断し、その修正による開運を旨とする。天源術は宿命を重んじるため占いに活用されることが多く、かつての百科事典などでも淘宮術を四柱推命学などと混同した説明がされていたが、淘宮術はあくまで自己の気質（性格）の癖を知った上で、その偏りを自身で矯正することにより運命を開き、幸福を享受できるよう修練する術である。その考え方と方法は横山丸三による「阿気の顕支」（あきのあらし）と数百首以上の淘歌で教示されている。実際には、気質の偏りから脱却して得られる本心に従って行動するよう心掛け、その過程での体験を淘席という集会の場で話し合うことにより修練を促進する。
運気の十二のタイプは天源術に由来し、それぞれ固有の名称を持つがその概略は下記のとおりである。
十二種のタイプの気質（性格）の特徴は以下のとおりである。
- タイプ１：勤勉で蓄財の才があるが、吝嗇である。
- タイプ２：正直・堅固であるが、保守的で頑固である。
- タイプ３：威厳があり義侠心に富むが、傲慢で人情に薄い。
- タイプ４：温和で愛嬌があるが、放漫である。
- タイプ５：勇敢で積極的であるが、乱暴で怒気が激しい。
- タイプ６：気品があり向上心が強いが、嫉妬心が深く内攻的である。
- タイプ７：豪快であるが、華美を好み、厭きやすい。
- タイプ８：綿密周到であるが、心配性で消極的である。
- タイプ９：世話好きで敏活であるが、軽薄である。
- タイプ10：智恵深いが、詐謀により身を破ることがある。
- タイプ11：究理心・忍耐力が強いが、理屈っぽく意地が悪い。
- タイプ12：実直・迅速であるが、一途に過ぎて独断的である。